# William Bigod
William Bigod (Normandia, ... – La Manica, 25 novembre 1120) fu un funzionario alla corte di re Enrico I d'Inghilterra ed erede della contea di Norfolk dal 1107 al 1120.

## Biografia
Figlio primogenito di Roger Bigod, fu battezzato con il nome di William ("Guglielmo"), probabilmente per onorare la parentela della famiglia con Guglielmo il Conquistatore. 
La contea di Norfolk subito dopo la conquista normanna fu assegnata a Ralph de Breuilon (de Breton). Egli stipulò un contratto di matrimonio tra Norfolk e Herefordshire senza il consenso del re. Ne seguì una guerra civile che portò alla concessione della contea di Norkfolk a Roger Bigod, padre di William e sconosciuto cavaliere dell'entourage del vescovo di Bayeux. La concessione ufficiale del titolo di conti di Norfolk alla famiglia Bigod avvenne solo nel 1141, con il conte Hugh, fratello di William, che gli successe.
William annegò nel disastro della Nave Bianca mentre salpava dalla Normandia diretta in Inghilterra nel 1120. La nave trasportava anche il figlio del re d'Inghilterra Enrico I, William Adelin, anch'egli perito nel naufragio. Si disse che l'equipaggio e i passeggeri avessero bevuto pesantemente e così, delle circa 300 persone a bordo si salvò soltanto un macellaio di Rouen.
William commissionò la costruzione della chiesa a South Lopham, considerata uno dei migliori esempi di architettura normanna nel Norfolk. 